# Kaarel Eenpalu
Pour les articles homonymes, voir Eenpalu.
Kaarel Eenpalu (dénommé jusqu'en 1935 Karl August Einbund), né le 28 mai 1888 au village de Paju talu de la commune de Vesneri du comté de Tartu, alors dans l'Empire russe) et mort le 27 janvier 1942 (ou le 28) dans l'oblast de Kirov, est un journaliste et homme d'État estonien qui a été Riigivanem (ou chef de l'État) de son pays en 1932. Après l'invasion soviétique de l'Estonie, il meurt en déportation en URSS, en 1942.

## Récompenses et distinctions
1927 : Ordre de la Croix rouge d'Estonie de 2e classe

1930 : Ordre de la Croix de l'aigle de 1re classe

1935 : Ordre de la Croix rouge d'Estonie de 1re classe

1938 : Ordre de l'Étoile blanche d'Estonie de 1re classe 

1939 : Ordre du Blason national de 1re classe